# 本·列文
本·列文（Ben Lewin，1946年8月6日—） 是一位澳洲-美国电影导演和编剧。

## 生平
本·列文生于波兰，小时候随家人移居澳洲墨尔本。六岁时他患上了小儿麻痹症，导致他一直使用拐杖生活至今。他获得了墨尔本大学的法学学位。1971年，他在获得可去英国国立电影电视学院（National Film and Television School）学习电影的奖学金后放弃了律师职业。毕业后，他留在英国制作电视。

## 作品列表

### 電影
- 1976：《Welcome to Britain》（紀錄片）
- 1988：《格魯吉亞（英语：Georgia (1988 film)）》
- 1991：《我是道路和真理（英语：The Favour, the Watch and the Very Big Fish）》
- 1994：《跌出愛火花（英语：Lucky Break (1994 film)）》
- 2003：《Hollywood Gold》（紀錄片）
- 2012：《性福療程》
- 2017：《溫蒂的幸福劇本》
- 2018：《捕手間諜》
- 2021：《愛上費加洛（英语：Falling for Figaro）》

### 電視劇
- 1979：《ITV Playhouse》（1集）
- 1984：《Destination Australia: The Migrant Experience Since 1788》（電視紀錄片）
- 1985：《澳洲集中营》（2集）
- 1987：《Rafferty's Rules》
- 1987：《Australia》（迷你紀錄片；1集）
- 1987：《A Matter of Convenience》（電視電影）
- 1999：《艾莉的異想世界》（1集）
- 2000：《SeaChange》（2集）
- 2003：《與天使有約》（1集）
- 2017：《無言以對》（1集）